# Istiqlol Taszkent
Istiqlol Taszkent (uzb. «Istiqlol» Toshkent futbol klubi, ros. Футбольный клуб «Истиклол» Ташкент, Futbolnyj Kłub "Istikłoł" Taszkient) – uzbecki klub piłkarski, mający siedzibę w stolicy kraju Taszkent. Założony w roku 1994.

## Historia
Chronologia nazw:
- 1994–2000: Istiqlol Taszkent (ros. «Истиклол» Ташкент)
- 2012–...: Istiqlol Taszkent (ros. «Истиклол» Ташкент)

Piłkarski klub Istiqlol został założony w Taszkencie w 1994 roku. W 1994 zespół debiutował w Drugiej Lidze Uzbekistanu, w której występował do 1999. W 2000 został rozwiązany.
Na początku 2012 klub został reaktywowany. W 2012 ponownie startował w Drugiej Lidze i w debiutowym sezonie zajął pierwsze miejsce w swojej grupie i awansował do Pierwszej Ligi. W 2014 zajął końcowe 13 miejsce (z 16 drużyn), ale w 2015 już nie uczestniczył w rozgrywkach Pierwszej Ligi.

## Sukcesy

### Trofea międzynarodowe
Nie uczestniczył w rozgrywkach azjatyckich (stan na 31-05-2015).

### Trofea krajowe
| \| \| Zdobyte trofea w rozgrywkach Uzbekistanu (stan na: 31-12-2015) \| |                                                                |      |            |
| Rozgrywki                                                               | Osiągnięcie                                                    | Razy | Sezon(y)   |
| Mistrzostwo                                                             | I miejsce                                                      | 0    |            |
| Mistrzostwo                                                             | II miejsce                                                     | 0    |            |
| Mistrzostwo                                                             | III miejsce                                                    | 0    |            |
| Puchar                                                                  | zdobywca                                                       | 0    |            |
| Puchar                                                                  | finalista                                                      | 0    |            |
| Puchar                                                                  | 1/8 finału                                                     | 2    | 2013, 2014 |
| II liga                                                                 | I miejsce                                                      | 0    |            |
| II liga                                                                 | II miejsce                                                     | 0    |            |
| II liga                                                                 | III miejsce                                                    | 0    |            |
| II liga                                                                 | 13. miejsce                                                    | 1    | 2014       |
| Uzbekistan                                                              | Zdobyte trofea w rozgrywkach Uzbekistanu (stan na: 31-12-2015) |      |            |

## Stadion
Klub rozgrywa swoje mecze domowe na stadionie Toʻqimachi w Taszkencie, który może pomieścić 3,000 widzów.

## Piłkarze
Znani piłkarze:
- Andrey Akopyants
- Alisher Uzoqov

## Trenerzy
...
- 2014:  Kamol Junashev